# Princess Evangile
《Princess Evangile》是日本MOONSTONE在2011年7月29發售的戀愛冒險類型的成人遊戲。2012年4月12日由CYBERFRONT發售PlayStation Portable版《Princess Evangile PORTABLE》。2012年6月29日發售Fan disc《Princess Evangile 〜W Happiness〜》。遊戲中有部分的名詞是用法語來表示，例如遊戲名稱的Evangile（福音）。

## 故事介紹
因為父親的債務使黑道上門討債，小此木正也因此被迫離家。在逃離路途中遇上被不明人士們包圍的瓏仙院理瀨，在解圍之後理瀨看上正也的優點。理瀨為了要讓女校能轉型為男女合校因此邀請他就讀有名的私立Vincenne女學園。

## 角色介紹

### 主要角色
小此木正也
本作的男主角。後期課程（高中）2年級C組的學生，一名（學生專用暱稱）是Tentateur Serpent（誘惑之蛇）。
瓏仙院理瀬（聲優：サトウユキ）
後期課程2年級C組的學生，學園理事長的孫女，一名是Soleil D'Ecole（學園的太陽）。推動男女共學的主要人物，為了讓學生們能支持男女共學而因此邀請正也來擔任男性模範樣本。
北御門律子（聲優：遠野梵）
後期課程1年級A組的學生，校長的女兒也是綾佳的妹妹，一名是Belle Epine。
北御門綾佳（聲優：吉川華生）
後期課程3年級D組的學生，校長的女兒。
鷺澤千帆（聲優：水霧けいと）
後期課程2年級B組的學生，正也的青梅竹馬。
上宮城瑠璃子（聲優：中家志穂）
後期課程2年B組的級學生，一名是Bijou Bleu（藍色寶石）。
在W Happiness中升格為女主角。
柳瀨木乃美（聲優：藤森ゆき奈）
中期課程（國中）的3年級C組的學生，一名是Mignon Poupee（可愛娃娃）。
薙刀部成員，曾於全國大會中拿到準優勝。
在W Happiness中升格為女主角。
野木民恵（聲優：上田朱音）
後期課程的2年級A組的學生，新聞部的部員，一名是Sombre Scanner（黑暗掃描器）。
在W Happiness中升格為女主角。
目加田美月（聲優：鈴音華月）
後期課程的2年級D組的學生，一名是Chef De Corps（親衛隊隊長）。
在W Happiness中升格為女主角。
妙義摩理香（聲優：香澄りょう）
後期課程的3年級B組的學生，學生會的會長，一名是學生會長的La Toute Soeur（所有人的姊姊）和個人的Grande Fleur（大花）。
在W Happiness中升格為女主角。

### 其他角色
北御門美砂子
私立Vincenne女學園的校長，律子和綾佳的母親。
瓏仙院美都子
私立Vincenne女學園的理事長，理瀬的祖母。
瓏仙院香里
理瀬的母親，畢業於私立Vincenne女學園，過去和女兒同樣擁有相同的一名。
修女三島
2年級C組的班級老師。畢業於私立Vincenne女學園。

## 工作人員
- 企畫/劇本：吳
- 原畫：山風嵐、
- 副原畫：
- SD角色：
- CG：、rastel、
- 設計：
- 背景美術：、
- OP影片：菱野優希
- 系統監修：薫
- 製作人：

## 主題曲
Princess Evangile
- 片頭曲[12]

作詞：　作曲/編曲：松浦貴雄　歌：霜月遙
- 片尾曲

作詞：　作曲/編曲：松浦貴雄　歌：AiRI
Princess Evangile PORTABLE
- 片頭曲「Brand new Happy!」[13]

作詞：　作曲/編曲：松浦貴雄　歌：霜月遙
Princess Evangile ～W Happiness～
- 片頭曲[14]

作詞：　作曲/編曲：松浦貴雄　歌：霜月遙

## 評價
Princess Evangile在Getchu.com舉辦的美少女遊戲大賞2011中獲得綜合部門第12名和角色部門北御門律子第14名。

## 外部連結
- Princess Evangile官方網站（页面存档备份，存于）（日語）
- Princess Evangile PORTABLEPSP版官網 (取自網際網路檔案館)（日語）
- Princess Evangile（页面存档备份，存于）Android和iOS版官網（日語）
- Princess Evangile英文版官方網站（页面存档备份，存于）（英文）
- Princess Evangile ～W Happiness～官方網站（页面存档备份，存于）（日語）
- Princess Evangile ～W Happiness～（页面存档备份，存于）Princess Evangile ～W Happiness～ Android和iOS版官網（日語）